# Le Musée imaginaire
 (octobre 2024).
Si vous disposez d'ouvrages ou d'articles de référence ou si vous connaissez des sites web de qualité traitant du thème abordé ici, merci de compléter l'article en donnant les références utiles à sa vérifiabilité et en les liant à la section « Notes et références ».
 (octobre 2024).
- Si vous ne connaissez pas le sujet, laissez ce bandeau (vous pouvez alors contacter les auteurs).
- Si vous supprimez le contenu mis en cause (vous pouvez préalablement contacter les auteurs),

argumentez précisément cette suppression dans la page de discussion
(un manque de référence n'est pas un argument ; une recherche réelle de référence doit avoir été effectuée, être formellement documentée).
Ne doit pas être confondu avec Musée imaginaire.

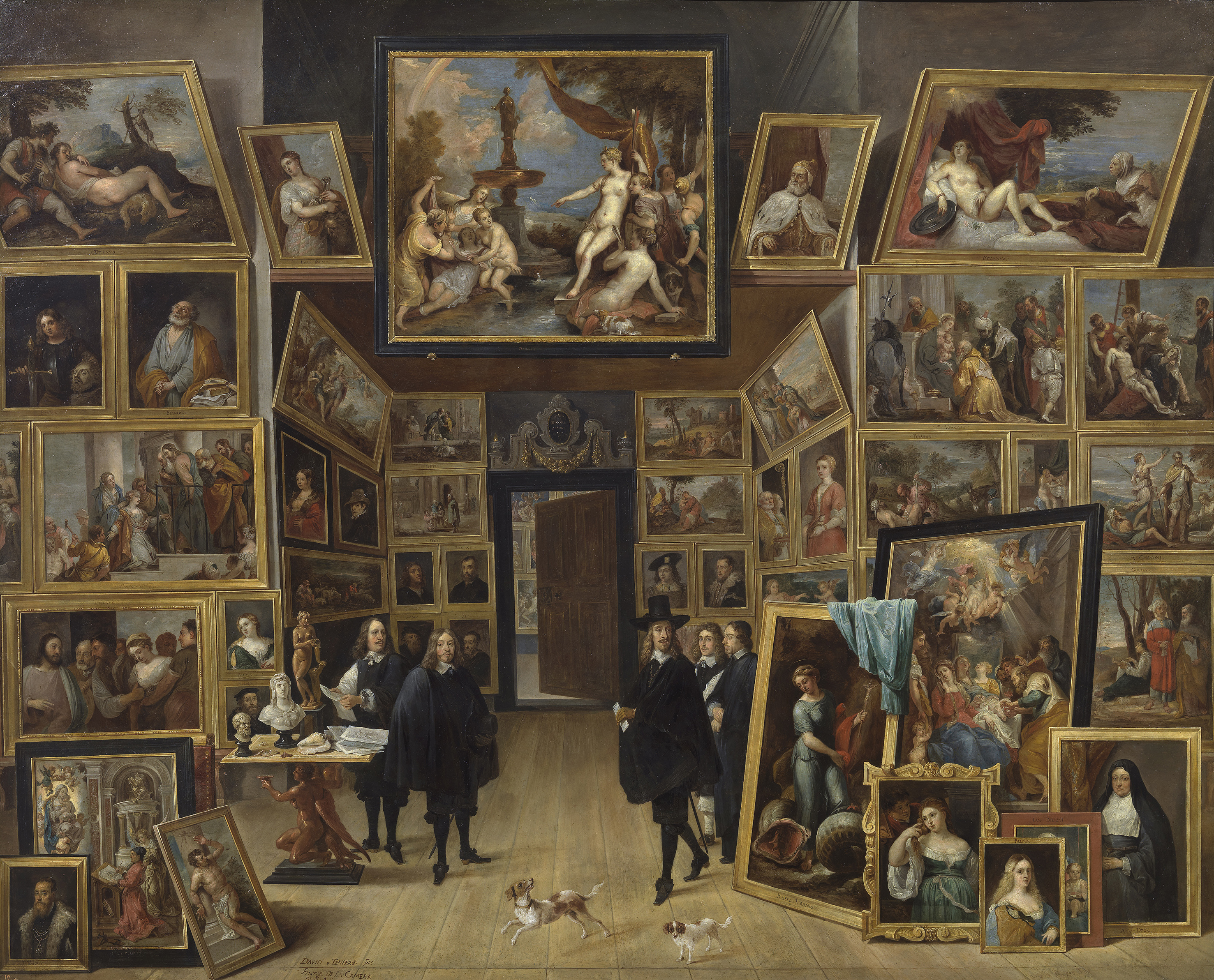
Téniers, L'Archiduc Léopold-Guillaume dans sa galerie de peintures, env. 1647, Madrid, Musée du Prado.

Le Musée Imaginaire est un essai d'André Malraux, d'abord édité en 1947 puis une seconde fois comme première partie des Voix du silence, en 1951. Une troisième édition remaniée est parue en 1965.

## Contexte et genèse
André Malraux développe l'idée du musée imaginaire en réponse à la montée en puissance de la reproduction mécanique des œuvres d'art à travers la photographie, ce qui bouleverse la manière dont les œuvres sont perçues. Pour Malraux, la photographie rend possible une expérience de l'art beaucoup plus vaste que celle offerte par les musées physiques traditionnels, en permettant à chacun de composer une collection personnelle, un "musée" virtuel.
Le Musée imaginaire est l'une des premières œuvres à analyser en profondeur la manière dont la reproduction des œuvres d'art, en particulier par la photographie, transforme notre rapport à l'art. Il invite à une réflexion sur la façon dont la culture visuelle mondiale devient accessible à tous et se libère des contraintes de lieu et de temps.
Dans Les Voix du silence, Malraux écrit :
« Le plus grand musée du monde, c’est celui qu’une bibliothèque d’images met à la disposition de chacun. »

## Contenu de l’ouvrage

### Une nouvelle vision de l'art
Dans Le Musée imaginaire, Malraux rejette l’idée traditionnelle de l’histoire de l’art comme une succession linéaire de styles artistiques, classifiés par périodes ou par écoles. Il propose au contraire une approche où les œuvres d'art, grâce à leur reproduction, peuvent être comparées et analysées sans tenir compte de leur contexte d'origine. Cela permet des rapprochements inédits entre des œuvres issues de cultures et d'époques très différentes, que Malraux considère comme un enrichissement de l'expérience esthétique.
Il explique que, grâce aux reproductions, des sculptures ou des peintures qui étaient autrefois confinées à des temples, des églises ou des palais privés peuvent désormais être vues par tous, sans se rendre sur place. Le "musée imaginaire" n'est donc pas un lieu physique, mais plutôt un espace mental où les images de l'art circulent librement.

### La photographie et l'art
L'une des idées clés du livre est que la photographie permet de créer un dialogue visuel entre des œuvres d'art de différentes cultures, que l'on n'aurait jamais pu rassembler dans un même espace réel. Cela fait de la photographie un moyen de réévaluer et de démocratiser l'art, tout en élargissant la portée de la perception esthétique. Malraux évoque notamment la sculpture, qu'il juge particulièrement adaptée à la reproduction photographique en raison de ses qualités tridimensionnelles.
Dans cette nouvelle vision, les photographies d'œuvres d'art prennent une dimension presque aussi importante que les œuvres elles-mêmes, car elles permettent une diffusion massive, une comparaison directe, et une nouvelle forme de contemplation.

### L’anti-histoire de l’art
Malraux critique également la manière dont l'histoire de l'art est traditionnellement enseignée et perçue, affirmant qu'elle cloisonne trop souvent les œuvres dans des classifications strictes (par époque, style ou nation). Avec Le Musée imaginaire, il propose une sorte d'« anti-histoire de l'art » où l’œuvre est détachée de son contexte historique pour se connecter à d’autres créations, dans une sorte de dialogue intemporel. Ainsi, une sculpture grecque antique peut être comparée à une statue d’Afrique de l’Ouest ou à une œuvre de la Renaissance italienne, non pas pour leur appartenance historique, mais pour leurs valeurs esthétiques partagées.

## Réception et influence

### Influence sur la pensée de l’art
Le Musée imaginaire a eu une grande influence sur la manière dont les historiens de l'art, les conservateurs de musée, et les artistes eux-mêmes ont abordé la question de la reproduction et de la mondialisation de l'art. Malraux est l'un des premiers à avoir saisi l'importance de la reproduction d'œuvres d'art pour leur diffusion à grande échelle, ouvrant ainsi la voie à des discussions sur la muséologie contemporaine et la manière dont les œuvres sont perçues à l’ère de la globalisation.
L’idée d’un musée sans murs, accessible à tous, où les œuvres peuvent être confrontées sans tenir compte de leur origine culturelle ou géographique, a également anticipé les développements technologiques du XXe siècle, notamment la numérisation des collections muséales et la diffusion des œuvres sur Internet.

### Débats et critiques
Si Le Musée imaginaire a suscité l'enthousiasme chez de nombreux intellectuels et critiques d'art, certains ont mis en doute l’idée selon laquelle la reproduction photographique pourrait pleinement transmettre l'expérience d'une œuvre d'art. Des historiens de l'art ont souligné que le contexte matériel des œuvres – leur texture, leur taille, et leur emplacement originel – joue un rôle essentiel dans leur réception et leur signification, et que la reproduction, bien qu'elle offre un accès visuel, ne peut pas restituer ces éléments de manière complète.
D'autres ont critiqué l’idée de comparer des œuvres issues de cultures très différentes sans prendre en compte leur contexte social, politique et religieux. Pour ces critiques, Malraux, en promouvant une approche purement esthétique, risquait de perdre de vue les significations profondes des œuvres dans leurs cadres d'origine.

### Héritage
L'ouvrage Le Musée imaginaire a marqué durablement la pensée sur l'art et la muséologie. Le concept d'un musée immatériel et personnel est aujourd'hui plus pertinent que jamais, à l'heure de la numérisation des œuvres et de leur accès mondial via Internet. Des plateformes comme Google Arts & Culture ou la numérisation des collections des grands musées du monde entier incarnent en partie cette vision prophétique de Malraux, où l’art devient globalement accessible, transcendant les limites physiques des musées.